# 丹尼爾·沙曼
丹尼爾·沙曼（Daniel Andrew Sharman，1986年4月25日—）是英國的一位演員，出生在倫敦哈克尼。他最著名的作品包括在CW電視台電視劇始祖家族中飾演Kaleb Westphall/Kol Mikaelson角色 少狼 (電視劇)的Isaac Lahey及Netflix網路劇天命之咒中飾演Weeping Monk。